# Valencia (municipalité)
Pour les articles homonymes, voir Valencia.
Valencia est l'une des quatorze municipalités de l'État de Carabobo au Venezuela, et aussi l'une des 5 municipalités de la ville avec le même nom (Valencia). Son chef-lieu est la ville de Valencia, capitale de l'État. En 2011, la population s'élève à 829 856 habitants.

## Géographie

### Subdivisions
La municipalité est divisée en neuf paroisses civiles avec, chacune à sa tête, une capitale (entre parenthèses) : 
- Candelaria (Valencia) ;
- Catedral (Valencia) ;
- El Socorro (Valencia) ;
- Miguel Peña (Valencia) ;
- Negro Primero (Los Naranjos) ;
- Rafael Urdaneta (Valencia) ;
- San Blas (Valencia) ;
- San José (Valencia) ;
- Santa Rosa (Valencia).